# Santa Pilar (San Felipe)
Santa Pilar es una localidad del municipio de San Felipe en el estado de Yucatán, México.

## Toponimia
El nombre (Santa Pilar) hace referencia a la Virgen del Pilar.

## Demografía
Según el censo de 2005 realizado por el INEGI, la población de la localidad era de 1 habitantes.
| 2                           | ? | ? | ? | 1 |
| (Fuente: INEGI [Consultar]) |   |   |   |   |